# Айзенберг, Надежда Александровна
Надежда (Бетти) Александровна Айзенберг (род. 28 ноября 1936, Уссурийск) — советская и российская актриса театра, народная артистка РСФСР.

## Биография
Бетти Александровна Айзенберг родилась 28 ноября 1936 года в Уссурийске. Детство было тяжёлым, мать Анна Михайловна воспитывала девочку одна, работая парикмахером, кассиром в театре.
В 1954—1958 годах была актрисой Уссурийского драматического театра. В 1958—1960 годах играла в Краевом драматическом театре им. М. Горького во Владивостоке, одновременно учась в театральной студии, которую закончила в 1960 году.
В 1960—1965 и 1966—1979 годах выступала в Приморском ТЮЗе им. Ленинского комсомола, где, будучи травести, играла в течение 20 лет мальчишек. В перерыве в сезоне 1965—1966 годов играла в Горьковском ТЮЗе им. Н. К. Крупской. 
С 1979 года перешла опять в Приморский краевой драматический театр им. М. Горького. В 2010 году оставила театр и переехала в Москву, живёт в Доме ветеранов сцены имени Яблочкиной.

## Семья
- Муж — актёр Приморского Краевого театра драмы Александр Владимирович Миркин. Брак продлился лишь два года.

## Награды и премии
- Заслуженная артистка РСФСР (31.07.1970).
- Народная артистка РСФСР (18.03.1977).
- Лауреат премии им. народного артиста СССР А. Присяжнюка.

## Работы в театре
- «В поисках радости» Виктора Розова — Олег
- «Девочка и апрель» — Варя
- «Таня» А. Арбузова — Таня
- «Будьте готовы, Ваше высочество!» Льва Кассиля — принц Делихьяр
- «Восемь любящих женщин» Р. Тома — Бабушка, Шанель
- «Живи и помни» В. Распутина — Надежда
- «Старый дом» А. Казанцева — Витька Глебов
- «Необычайные похождения Т. С. и Г. Ф.» Марка Твена — тётя Полли
- «Ретро» А. Галина — Барабанова
- «Дети солнца» М. Горького — Антоновна
- «Егерь» С. Балабина — Соседка
- «Арба перевернулась» О. Иоселиани — Тася
- «Моя прекрасная леди» Ф. Лоу — миссис Пирс
- «Провинциальные анекдоты» А. Вампилова — Васюта
- «На всякого мудреца довольно простоты» А. Островского — Глумова
- «Железный класс» Альдо Николаи — Амбра
- «Рядовые» А. Дударева — Женщина
- «Месяц в деревне» И. Тургенева — Лизавета Богдановна
- «Мафиози» М. Новак, В. Станилова, Ю. Юрченко — Винченца
- «Московский хор» Л. Петрушевской — Скорикова
- «Поминальная молитва» Г. Горина — мать Менахема
- «Шут Балакирев» Г. Горина — Анисья
- «Аккомпаниатор» — Сверчкова
- «№13 или безумная ночь» Р. Куни — Горничная
- «Иванов» А. Чехова — Авдотья
- «Борис Годунов» А. Пушкина — Юродивый
- «Три сестры» А. Чехова — Анфиса
- «С любимыми не расставайтесь» — Женщина
- «Трёхгрошовая опера» Б. Брехта — Уличный певец
- «Инкогнито из Петербурга» по Н. Гоголю — Христиан Иванович Гибнер

## Фильмография
- 2010 — Последний этаж (короткометражный) — пожилая женщина[3]